# Fulgencio Batista
Fulgencio Batista y Zaldívar (ur. 16 stycznia 1901 w Banes, zm. 6 sierpnia 1973 w Guadalminie) – kubański polityk, pułkownik, faktyczny przywódca Kuby w latach 1933–1944 (prezydent w latach 1940–1944) i dyktator w latach 1952–1959, obalony w wyniku rewolucji kubańskiej.

## Życiorys

### Pierwszy raz u władzy
Urodził się w rodzinie ubogich rolników w 1901 roku. W 1921 roku wstąpił do kubańskiej armii. Dosłużył się stopnia sierżanta. 
We wrześniu 1933 roku zorganizował i przeprowadził wojskowy przewrót tzw. rewoltę sierżantów. Zamach stanu przyczynił się do obalenia reżimu Gerardo Machado i powołaniu rządu Carlosa de Céspedesa. Batista nie zdecydował się na objęcie oficjalnej władzy w państwie, obejmując funkcję dowódcy armii i formalne rządy powierzając cywilnym prezydentom. De facto władza należała do niego. Próbował zorganizować państwo korporacyjne w stylu faszystowskim, jednak w 1937 prawdopodobnie pod wpływem amerykańskiej opinii publicznej, zgodził się na działalność innych partii politycznych. W 1940 roku objął osobiście urząd prezydenta, który sprawował do 1944 roku jako polityk Demokratycznej Koalicji Socjalistycznej (CSD). Podczas swoich rządów zyskał sobie poparcie armii, policji i urzędników, ponieważ podniósł pensje urzędników, tolerował korupcję i nepotyzm w kraju. Sam zgromadził podczas swoich rządów ogromną fortunę, szacowaną na 300 mln dolarów. 
W 1944 w wyborach prezydenckich poparł Carlosa Saladrigasa z CSD, który przegrał jednak z odwiecznym rywalem Batisty – kandydatem Kubańskiej Partii Rewolucyjnej (Autentycznej) Ramónem Grau San Martínem. Batista opuścił kraj i udał się na emigrację na Florydę w Stanach Zjednoczonych.

### Dyktator Kuby
W 1952 roku wrócił na Kubę i 10 marca dokonał bezkrwawego zamachu stanu, usuwając ze stanowiska wybranego w wolnych wyborach prezydenta Carlosa Prío Socarrása i ogłaszając się po raz drugi prezydentem. Dwa lata później przeprowadził wybory, które zapewniły mu sprawowanie urzędu na dalsze cztery lata. W 1958 roku wygrał wybory drogą wyborczych fałszerstw.
Podczas rządów Batisty zawieszone zostały swobody obywatelskie. Rządził w sojuszu z najbogatszymi plantatorami. W okresie jego rządów gwałtownie wzrosły nierówności ekonomiczne w kraju. Współpracował z amerykańską mafią, która kontrolowała handel narkotykami, hazard i prostytucję w Hawanie. Stany Zjednoczone popierały Batistę ze względu na jego antykomunizm. Amerykańskie firmy mocno inwestowały na Kubie, posiadały około 40% przemysłu cukrowego, 10% kopalń, 80% firm użyteczności publicznej. Batista mordował, więził i prześladował swoich rywali politycznych. Wyprowadzał też środki publiczne na własne konto, podczas rządów wzbogacił się o 40 mln dolarów. Wszystko to sprawiło, że stał się niezwykle niepopularny na Kubie zwłaszcza wśród biednych i w klasie średniej. 
Od 1952 roku wielu Kubańczyków protestowało przeciwko rządom Batisty. Zaraz po przewrocie studenci zorganizowali protesty przeciwko Batiście. Liderem protestów stał się wykładowca akademicki Rafael García Bárcena, został jednak szybko aresztowany. Spośród wielu grup opozycyjnych wobec rządów Batisty najmocniejszą pozycję uzyskało ugrupowanie skupione dookoła Fidela Castro. 
Rządy skorumpowanej i represyjnej dyktatury Batisty obaliła rewolucja na czele której stanął Fidel Castro. 1 stycznia 1959 roku opuścił Kubę i udał się na emigrację. Początkowo trafił na Dominikanę, a następnie osiadł w Portugalii.